# Wola Rudzka
Wola Rudzka ist ein Dorf in der Gmina Opole Lubelskie in der Woiwodschaft Lublin in Polen.

## Geographie
Wola Rudzka liegt 42 km südwestlich von Lublin und 3 km nördlich von Opole Lubelskie. Zu Wola Rudzka gehört ein Teichkomplex, der mit dem Fluss Chodelka verbunden ist. In der Nähe befindet sich ein seit 1944 verstaatlichter Mischwald.

## Sehenswürdigkeiten
Alte gemauerte Mühle aus dem Jahr 1910.

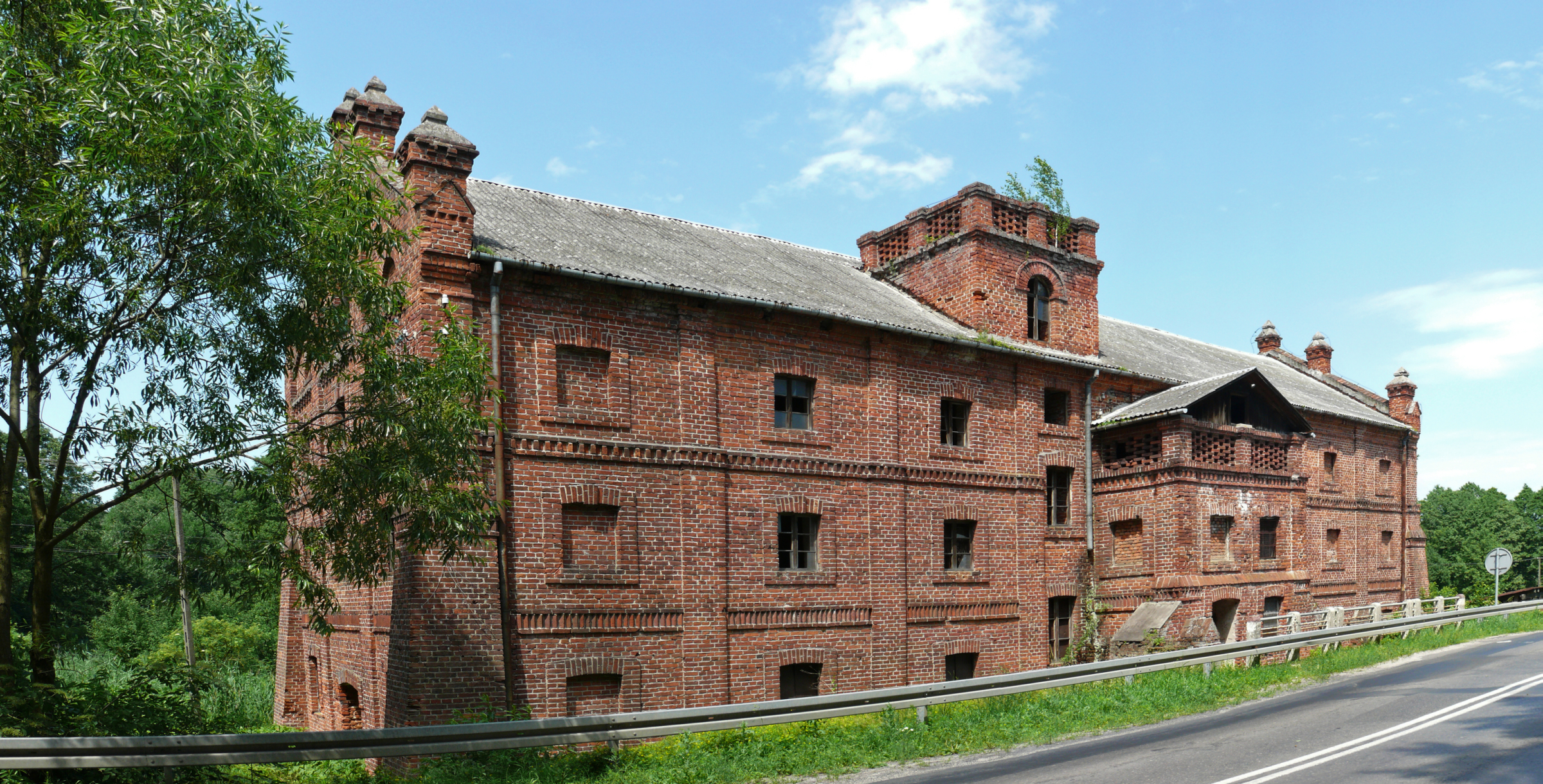
Alte Mühle am Chodelka in Wola Rudzka

## Wirtschaft
In dem Dorf befindet sich eine Fischfarm „Pstrąg Pustelnia“, die Forellenverkauf anbietet.

### Verkehr
Durch den Ort verläuft die Droga wojewódzka 824. Im Waldgebiet sind Überreste eines Bahndammes, der im Zweiten Weltkrieg für die Bahnstrecke Berlin–Kiew gebaut wurde, zu finden.